# Collegio di Middlesbrough and Thornaby East
Middlesbrough and Thornaby East è un collegio elettorale situato nel North Yorkshire, nel Nord Est dell'Inghilterra, e rappresentato alla Camera dei comuni del Parlamento del Regno Unito. Elegge un membro del parlamento con il sistema first-past-the-post, ossia maggioritario a turno unico; l'attuale parlamentare è Andy McDonald del Partito Laburista, che rappresenta il collegio dal 2024.

## Estensione
Il collegio comprende i seguenti ward:
- nel borgo metropolitano di Middlesbrough: Acklam; Ayresome; Berwick Hills and Pallister; Brambles and Thorntree; Central; Kader; Linthorpe; Longlands and Beechwood; Newport; North Ormesby; Park e Trimdon;
- nel borgo di Stockton-on-Tees: Mandale and Victoria e Stainsby Hill.[1]

## Membri del parlamento
| Elezione | Elezione | Deputato      | Partito   |
| -------- | -------- | ------------- | --------- |
|          | 2024     | Andy McDonald | Laburista |

## Elezioni

### Elezioni negli anni 2020
| Partito                    | Partito                                      | Candidato                  | Risultati 4 luglio 2024 | Risultati 4 luglio 2024 |
| Partito                    | Partito                                      | Candidato                  | Voti                    | %                       |
| -------------------------- | -------------------------------------------- | -------------------------- | ----------------------- | ----------------------- |
|                            | Laburista                                    | Andy McDonald              | 16 238                  | 47,19                   |
|                            | Reform UK                                    | Patrick Seargeant          | 7 046                   | 20,48                   |
|                            | Conservatore                                 | Kiran Fothergill           | 6 174                   | 17,94                   |
|                            | Workers                                      | Mehmoona Ameen             | 2 007                   | 5,83                    |
|                            | Verdi                                        | Matthew Harris             | 1 522                   | 4,42                    |
|                            | Lib Dem                                      | Mo Waqas                   | 1 037                   | 3,01                    |
|                            | Indipendente                                 | Mark Baxtrem               | 383                     | 1,11                    |
|                            |                                              |                            |                         |                         |
| Iscritti                   | Iscritti                                     | Iscritti                   | 75 123                  | 100,00                  |
| ↳ Votanti (% su iscritti)  | ↳ Votanti (% su iscritti)                    | ↳ Votanti (% su iscritti)  | 34 407                  | 45,80                   |
| ↳ Astenuti (% su iscritti) | ↳ Astenuti (% su iscritti)                   | ↳ Astenuti (% su iscritti) | 40 716                  | 54,20                   |
|                            |                                              |                            |                         |                         |
|                            | Esito: collegio a Laburista (nuovo collegio) |                            |                         |                         |